# Tadeusz Kurek (dziennikarz)
Tadeusz Stanisław Kurek (ur. 27 października 1928 w Skierniewicach, zm. 23 maja 1993 w Warszawie) – polski dziennikarz i reżyser.

## Życiorys
Absolwent Akademii Nauk Politycznych w Warszawie (1951). Pracował w redakcjach czasopism "Pokolenie", "Dookoła Świata". Był autorem zbioru socrealistycznych opowiadań propagandowych Akta sprawy KS/51 z życia brygad robotniczych na wielkich budowach lat powojennych.
Od 1956 związany z Telewizją Polską, w której m.in. był kierownikiem Redakcji Eksperymentalnej i szefem ośrodka TVP w Szczecinie. Realizator obrazu i reżyser, główny specjalista ds. realizacji obrazu od 1976 do przejścia na emeryturę w 1983.
Autor i realizator pierwszego w Polsce reportażu telewizyjnego „na żywo” (1957). Współrealizator „Turniejów Miast”.
Członek ZWM (instruktor Zarządu Głównego) i ZMP; członek PPR i PZPR, laureat nagród dziennikarskich. Odznaczony odznaczeniami państwowymi PRL, m.in. Krzyżem Kawalerskim Orderu Odrodzenia Polski.
Autor książek o warsztacie dziennikarza telewizyjnego, reportaży literackich, opowiadań, esejów.